# Club deportivo San Francisco de Bahía Blanca
El Club Deportivo San Francisco es un club de la ciudad de Bahía Blanca, Buenos Aires, Argentina y su actividades principales son el fútbol y balonmano. Fue fundado el 9 de julio de 1987. Hasta el 2001 tuvo fútbol femenino y en el 2009 también tuvo bowling.

## Sede
La sede social del club se encuentra en la calle Chacabuco 3051 desde más de quince años ya que anteriormente estaba ubicada en los barrios Villa Muñiz y Rosendo López. Actualmente la sede se ubica dentro del Barrio Villa Italia. El cambio de sede fue porque la sede estaba ubicada en terrenos pertenecientes a Vialidad Nacional.
Cuenta con un predio recreativo que está ubicado en la Ruta Nacional Número 229, kilómetro 10, Bahía Blanca. El predio perteneció al Banco de Río Negro y al Banco del Neuquén.

## Origen del Nombre
El nombre de la institución se debe a la iglesia de San Francisco de Asís de la ciudad de Bahía Blanca.
En los comienzos se llamaba Club Deportivo San Francisco de Asís, pero luego de los padres de los niños que manejaban el club querían afiliarse a la Liga del Sur y la iglesia se oponía a una futura afiliación a la liga.
La iglesia quería que solo participara en una liga barrial, después de idas y venidas entre los padres y la iglesia se decidió afiliarse a la Liga del Sur pero la iglesia dejaba de colaborar con el club fue por eso que se le sacó de Asís quedando de esta forma el nombre actual.

## Disciplinas
- Fútbol. (Masculino y Femenino)
- Futsal. (Masculino)
- Handball. (Masculino y Femenino)
- Beach Handball. (Masculino y Femenino)
- Bowling. (Masculino)

## Asociación Bahiense de Handball
Está afiliado desde el 2009 a la Asociación Bahiense de Handball y participa de los torneos que dicha Asociación organiza en las ramas masculina y femenina.
También participa en el torneo anual de Beach Handball Patagónico que se disputa en la provincia de Río Negro, Argentina.
- Coordinador General ; Tomas Néstor Blanco.
- Coordinador Masculino; Juan Ignacio Acosta.
- Coordinadora Femenina; Juana Delbres.

## Liga del Sur
Participa del torneo promocional de ascenso que organiza la Liga del Sur, está afiliado a la misma desde 1997 y su primer partido oficial fue 1 a 1 contra Pacífico de Cabildo.

## Estadio
El estadio se encuentra en el barrio Villa Italia, en la calle Chacabuco 3050, cuenta con una capacidad aproximada de 1.500 espectadores parados, su nombre oficial es Gustavo Novoa. 
En el año 2009 se encuentra en refacciones para mejorar la calidad del modesto estadio. 

## Torneos
Nunca ganó un torneo en primera división. Su mejor logro fue un cuarto puesto en el reducido de la temporada 2007 y 2009. 
Campeón 2008 categorías infantiles (Pre Décima, Décima, Novena y Octava ).